# Чартон, Эрнест
Эрнест Марк Жюль Чартон Тиссен де Тревиль, более известный как Эрнест Чартон (фр. Ernest Charton, исп. Ernesto Charton; 22 марта 1816, Санс, Бургундия — 7 декабря 1877, Буэнос-Айрес, Аргентина) — чилийский художник и гравёр, педагог французского происхождения. 

## Биография
Сын художника. Увлекался путешествиями. Окончил Академию изящных искусств во Франции. С 1843 года поселился в Южной Америке в Чили, сперва в Вальпараисо, позже в Сантьяго.
Почти всю свою жизнь провёл в Латинской Америке, где зарабатывал на жизнь художником-портретистом, пейзажистом.
Будучи художником-передвижником, Чартон в 1848 году во время Золотой лихорадки осуществил поездку в Калифорнию. Во время плавания, судно подверглось нападению пиратов, пассажиры были высажены на Галапагосских островах, где художник вёл личный дневник, делал зарисовки. Пассажиры, в конечном итоге, были спасены и перевезены в Гуаякиль (Эквадор), но Чартон потерял все свои картины.
В марте 1849 года Чартон прибыл в Гуаякиль и с помощью французских друзей вернулся во Францию, снова продолжил рисовать. В 1855 году снова отправился в Чили, где стал знаменитым мастером.
В 1862 году художник поселился в Кито и стал профессором рисунка и живописи в университете Кито. Создал Высшую школу живописи в Кито и стал художественным ориентиром в истории эквадорского искусства.
В 1870 году из Чили уехал в Буэнос-Айрес (Аргентина). Пересёк Анды, которые изобразил в своём полотне «Вид на Андские Кордильеры» (Буэнос-Айрес, Национальный музей изящных искусств). Побывал также в Италии, Панаме (тогда она еще была частью Колумбии) и Перу .
Его искусство повлияло на многих эквадорских и чилийских художников.

Избранные картины
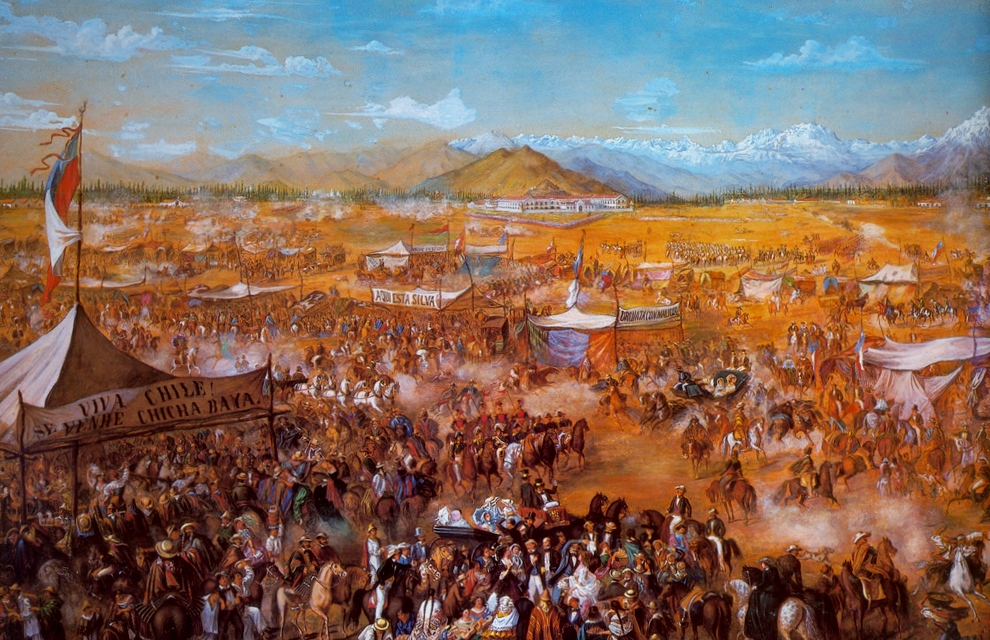
Праздник 18 сентября на Марсовом поле (1845).
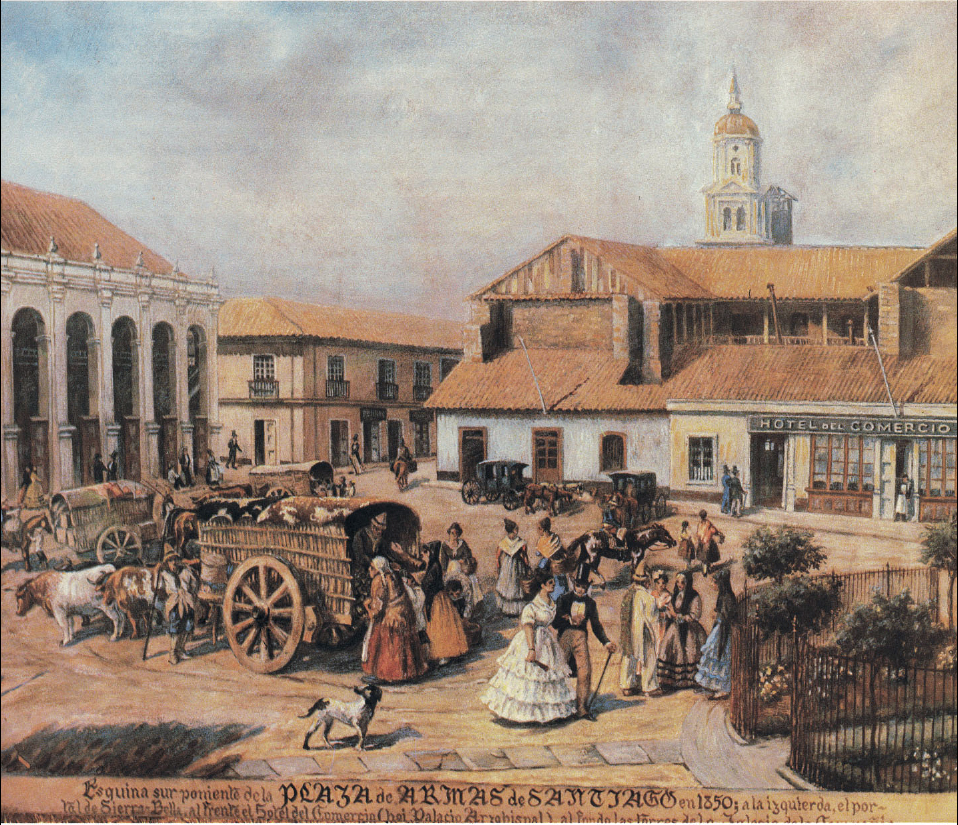
Площадь  de Armas  в Сантьяго, Чили
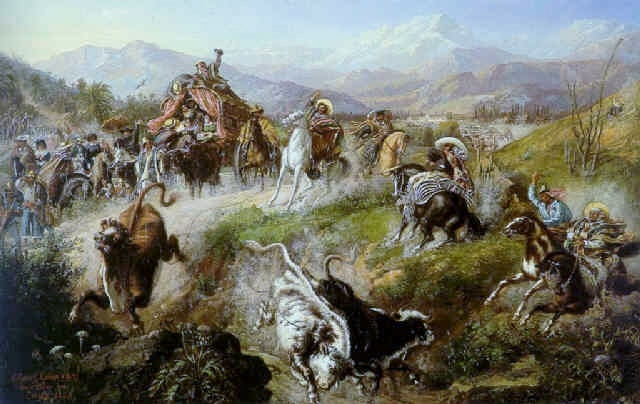
Родео в Чили.
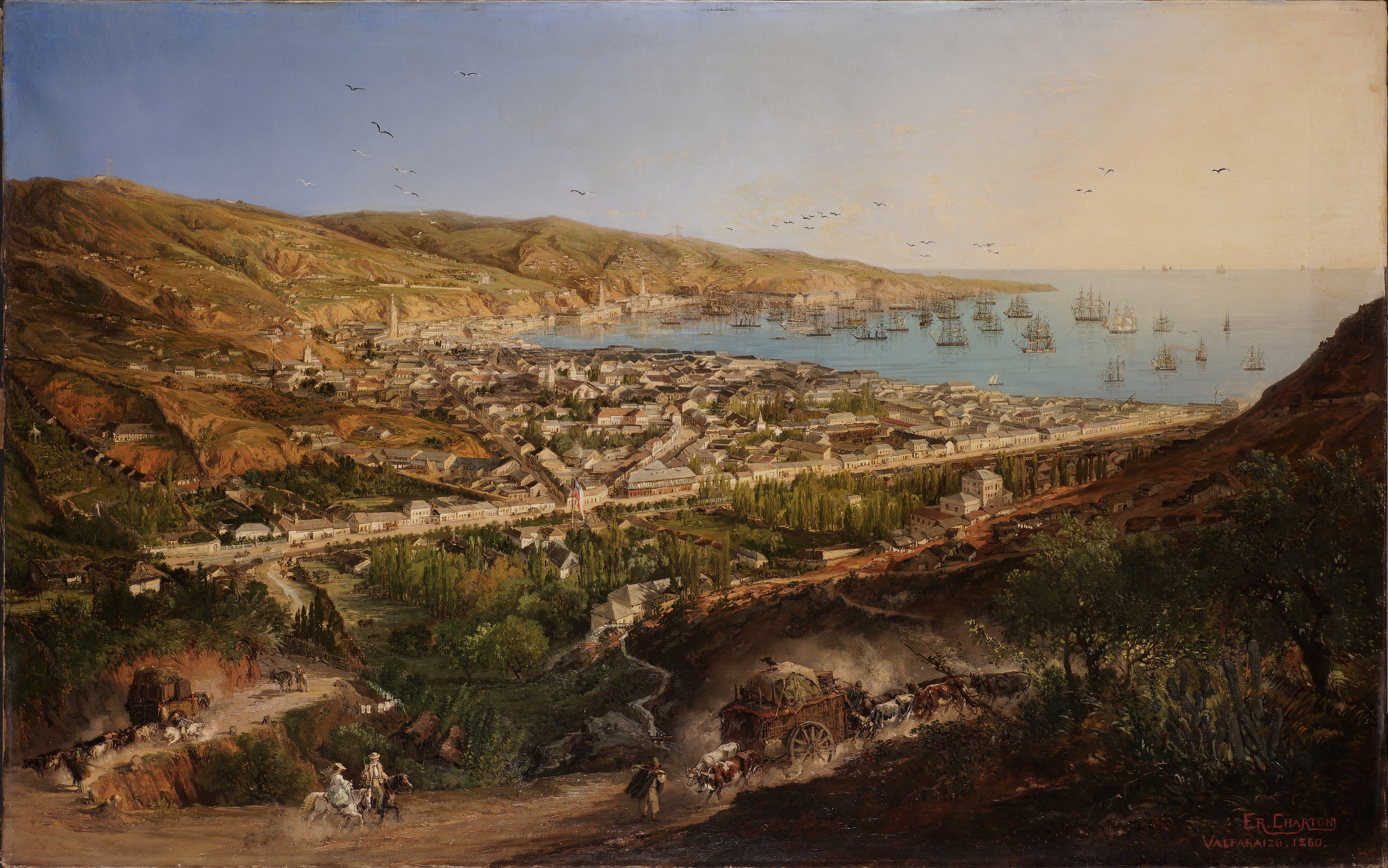
Панорама Вальпараисо (1860).
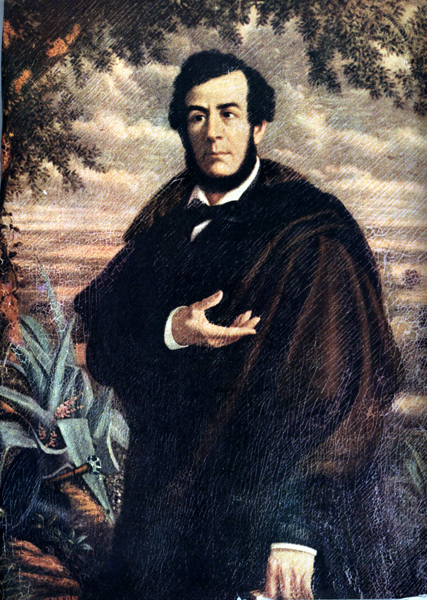
Портрет Эстебана Хосе Эчеверриа (1874)
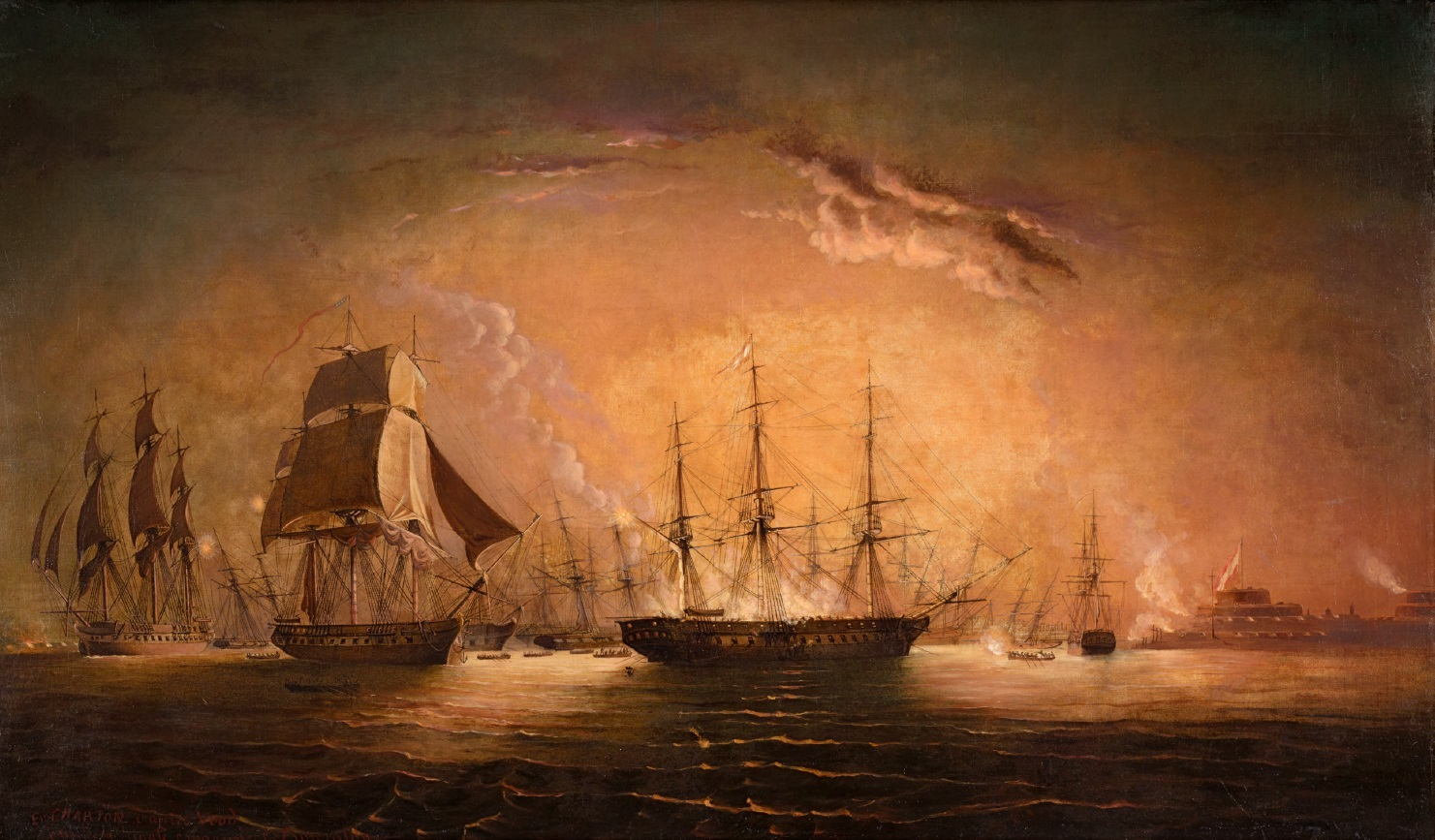
Захват фрегата “Esmeralda”